# 7545 Smaklösa
7545 Smaklösa este un asteroid din centura principală de asteroizi.

## Descriere
7545 Smaklösa este un asteroid din centura principală de asteroizi. A fost descoperit pe 28 iulie 1978 la Mount Stromlo de Claes-Ingvar Lagerkvist. Asteroidul prezintă o orbită caracterizată de o semiaxă mare de 2,26 ua, o excentricitate de 0,23 și o înclinație de 6,5° în raport cu ecliptica.